# Gannay-sur-Loire
Gannay-sur-Loire ist eine französische Gemeinde mit 394 Einwohnern (Stand: 1. Januar 2022) im Département Allier in der Region Auvergne-Rhône-Alpes. Sie gehört zum Arrondissement Moulins und zum Kanton Dompierre-sur-Besbre.

## Geographie

### Lage
Gannay-sur-Loire liegt etwa 28 Kilometer nordöstlich von Moulins in der Landschaft Sologne Bourbonnaise an der Loire, die die Gemeinde im Nordosten begrenzt.

### Nachbargemeinden
Umgeben wird Gannay-sur-Loire von den Nachbargemeinden Lamenay-sur-Loire im Nordwesten und Norden, Saint-Hilaire-Fontaine im Norden und Nordosten, Cronat im Osten, Saint-Martin-des-Lais im Südosten, Paray-le-Frésil im Süden, La Chapelle-aux-Chasses im Südwesten, Lucenay-lès-Aix im Westen sowie Cossaye im Westen und Nordwesten. 

## Bevölkerungsentwicklung
| Jahr      | 1962 | 1968 | 1975 | 1982 | 1990 | 1999 | 2006 | 2019 |
| Einwohner | 682  | 665  | 571  | 501  | 491  | 387  | 406  | 413  |

## Sehenswürdigkeiten
- Reste der Turmhügelburg, seit 1995 Monument historique
- Kirche Saint-Jean-Baptiste
- Sully-Linde von 1620
- Schloss Les Bonnins
- Haus Les Bardets